# Ni vu ni connu (roman)
 (mai 2025).
Motif : Absence de sources
- Archive Wikiwix
- Bing
- Cairn
- DuckDuckGo
- E. Universalis
- Gallica
- Google
- G. Books
- G. News
- G. Scholar
- Persée
- Qwant
- (zh) Baidu
- (ru) Yandex
- (wd) trouver des œuvres sur Wikidata

| 1. | Préciser le motif de la pose du bandeau. | Précisez le motif de la pose du bandeau en utilisant la syntaxe suivante : {{admissibilité à vérifier\|date=mai 2025\|motif=remplacez ce texte par le motif}}                               |
| 2. | Informer les utilisateurs concernés.     | Pensez à avertir le créateur de l'article, par exemple, en insérant le code ci-dessous sur sa page de discussion : {{subst:avertissement admissibilité à vérifier\|Ni vu ni connu (roman)}} |

Ni vu ni connu est un roman français d'Olivier Adam, illustré par Gwen Le Gac et publié en mars 2009 aux éditions L'École des loisirs.

## Synopsis
Antoine est un garçon qui en a marre d'être transparent aux yeux des autres, jusqu'à ce qu'il soit invité à un anniversaire. Il est amoureux d'une fille, Chloé. Il se rend compte un jour que le fait d'être toujours oublié lui permet d'espionner les gens et de découvrir leurs secrets. Il va vite comprendre que nombre de ses camarades ne sont pas ce qu'ils prétendent être. Mais le jour où il tente d'espionner Chloé, il se fait surprendre par elle et sa meilleure amie Léa. Depuis, il ne cherche plus à devenir « invisible ».

## Anecdotes
- Cette œuvre est tirée du roman pour la jeunesse : Le jour où j'ai cassé le château de Chambord, du même auteur paru en 2005.